# Passverzahnung

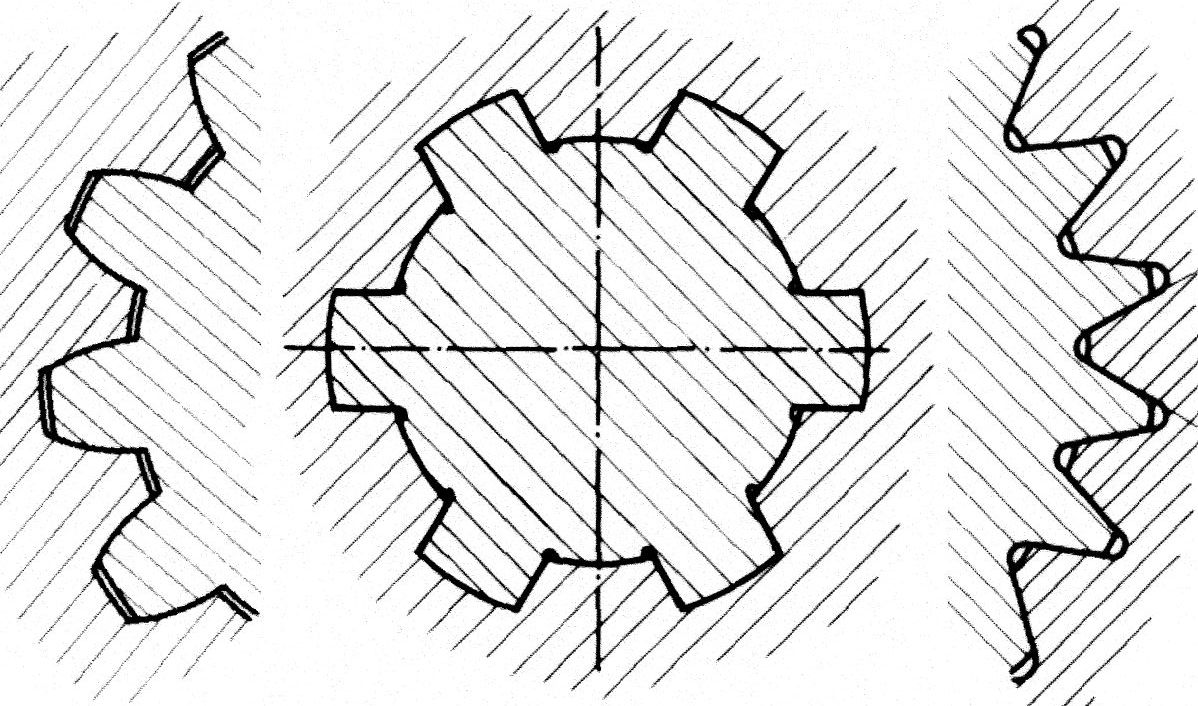
Welle und -nabe mit Evolventenverzahnung,
Rechteckverzahnung und Kerbverzahnung (von links nach rechts)

Eine Passverzahnung (auch  Steckverzahnung) ist eine mögliche Formgebung in einer Welle-Nabe-Verbindung. Es handelt sich um eine Vielfach-Mitnehmerverbindung, wobei das Drehmoment von den Zahnflanken übertragen wird. Die Welle ist außen- und die Nabe ist innen-verzahnt.
Weil die Verbindung nicht statisch bestimmt ist, wird eine hohe Fertigungsgenauigkeit verlangt, damit möglichst alle Flanken (bei kleiner elastischen Verformung) an der Übertragung beteiligt sind. Die beiden Teile lassen sich grundsätzlich axial gegeneinander bewegen, was in vielen Anwendungen ausgenutzt wird, zum Beispiel bei Zapfwellen, die oft montiert und demontiert werden müssen.

## Arten der Passverzahnung
- Passverzahnungen mit Evolventenflanken: Der verzahnte Teil der Welle ist ein sehr breites Rad mit Evolventen-Verzahnung.
Normen: DIN 5480, DIN 5482 (zurückgezogen), ISO 4156, ANSI B92.1
- Passverzahnungen mit Keilflanken: Die beiden Flanken eines Zahns sind parallele Ebenen.
Normen: ISO 14, DIN 5461 bis 5463 (zurückgezogen), DIN 5464
- Passverzahnungen mit Kerbflanken: Die beiden ebenen Flanken eines Zahns sind nicht parallel. Die Zähne sind spitz.
Normen: DIN 5481